# Johannes Ambundii
Johannes VI Ambundii, al secolo Johannes Ambundii de Swan, anche Abundi, Ambundij, Habundi, Habendi, Habindi, Almanni e ~ von Schwan (Stettino?, 1365 – 16 giugno 1424), è stato un arcivescovo cattolico tedesco, arcivescovo di Riga dal 1418 al 1424.

## Biografia
Si crede che sia nato nei pressi di Stettino. Studiò all'Università di Praga, e si laureò nel 1391.  In seguito prese un dottorato in teologia e diritto canonico.
Dal 1394 al 1399 fu vicario generale del vescovo di Bamberga. Nel 1401, divenne vicario generale a Spira, e nel 1408 vicario generale a Würzburg.
Nel 1418 fu nominato vescovo di Coira.
L'11 luglio 1418 papa Martino V, "su raccomandazione dell'Imperatore", lo nominò arcivescovo metropolita di Riga, dove rimase fino al 1424.

### La Dieta di Livonia
Egli divenne inoltre noto come promotore della Confederazione di Livonia. Per risolvere controversie interne, nel 1419 venne costituita la Dieta di Livonia, con sede nella città di Walk.

## Genealogia episcopale
La genealogia episcopale è:
- Arcivescovo Johann von Nassau
- Arcivescovo Johannes Ambundii